# Sint-Jan Baptistkerk (Oudekapelle)

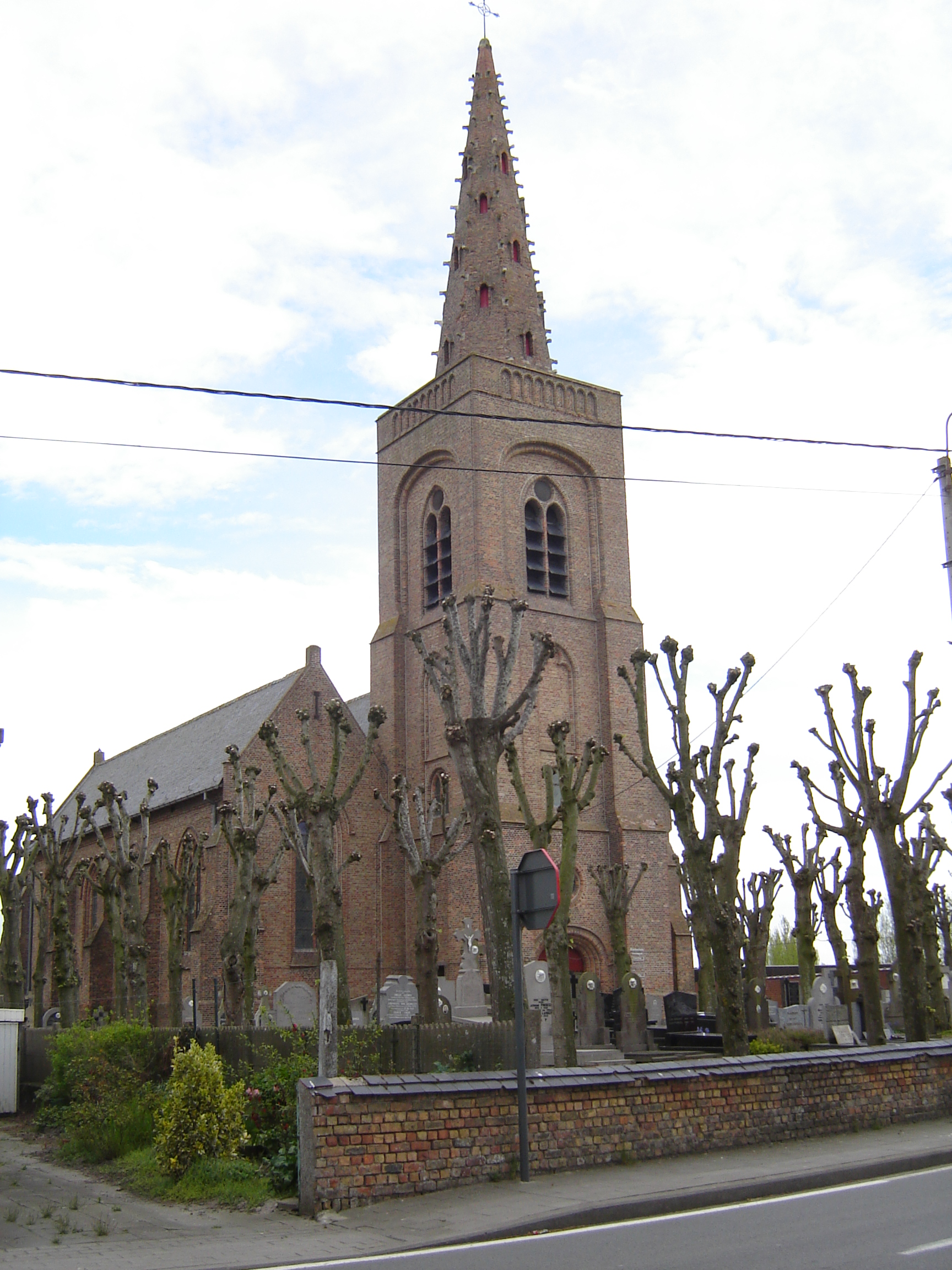
Sint-Jan-Baptistkerk

De Sint-Jan-Baptistkerk (ook: Sint-Jan-de-Doperkerk) is de parochiekerk van de tot de West-Vlaamse gemeente Diksmuide behorende plaats Oudekapelle, gelegen aan de Nieuwkapellestraat aldaar.

## Geschiedenis
Een kerkgebouw werd in de 2e helft van de 12e eeuw gesticht door ene ridder Rainelmus of Rellem, die heer was van Lampernisse. Het patronaatsrecht berustte bij het Onze-Lieve-Vrouwekapittel van Sint-Omaars. In 1222 (of 1228) werd gewag gemaakt van Capella Domini Rainelmi.
Begin 14e eeuw was er sprake van een tweebeukige gotische kerk met voorgebouwde westtoren. In 1559 kwam het patronaatsrecht aan het Sint-Donaaskapittel te Brugge. In 1565-1566 werd de kerk door de beeldenstormers zwaar beschadigd, om begin 17e eeuw opnieuw te zijn hersteld.
Op 14 november 1914 werd de kerk beschoten en stortte het middenschip in. Op 16 november werd de toren gedeeltelijk verwoest. De kerkschatten ontkwamen aan de verwoesting, omdat ze tijdig naar Alveringem en Sint-Baafs-Vijve werden gebracht.
Van 1920-1926 vond herbouw plaats onder leiding van Antoine Dugardyn. Er kwam nu een bakstenen hallenkerk met opnieuw een voorgebouwde westtoren. Een zuidbeuk werd toegevoegd, waardoor een driebeukig kerkgebouw ontstond.
Het kerkinterieur is grotendeels neogotisch.